# Aaron ben Moisés ben Asher
Aaron ben Moisés ben Asher (hebraico: אהרון בן משה בן אשר, hebreu da Tiberia:'Ahărôn ben Mōšeh ben'ēšēr) (século X, morreu c.960) foi um escriba judeu que viveu em Tiberíades ao norte de Israel e refinou o sistema Tiberiano de escritas de sons de vogais em hebraico, que ainda está em uso hoje, e serve como base para a análise gramatical. Por mais de mil anos, Ben Asher foi considerado pelos judeus de todos os ramos como tendo produzido a versão mais precisa do Texto Massorético.

## História
Ben Asher foi descendente de uma longa linhagem de massoretas, que deu inicio por alguém chamado Asher, mas nada se sabe sobre eles além de seus nomes. Seu pai, Moses ben Asher, é creditado com a redação do Codex do Cairo dos Profetas (895 CE). Se é autêntico, é um dos manuscritos mais antigos que contém uma grande proporção da Bíblia hebraica. Umberto Cassuto usou esse manuscrito como base de sua edição da Bíblia hebraica. Aaron ben Asher adicionou notas de vogalização e cantilação, e mesorah ao Códice de Aleppo, corrigindo seu texto-carta de acordo com a masorah.
Maimonides aceitou as opiniões de ben Asher apenas em relação a seções abertas e fechadas, mas aparentemente admirava seu trabalho em geral e ajudou a estabelecer e espalhar sua autoridade. Referindo-se a um manuscrito da Bíblia no Egito, Maimonides escreveu: "Tudo confiou nisso, já que foi corrigido por ben Asher e foi trabalhado e analisado por ele por muitos anos, e foi revisado muitas vezes de acordo com a masorah e eu me baseei neste manuscrito na Sefer Torah que escrevi "

## Primeiro escritor sério
Existe um debate entre os estudiosos sobre se Aaron ben Asher era um caraíta. Documentos encontrados no Cairo Geniza podem sugerir que ben Asher era um caraíta. Um dos argumentos mais fortes contra este ponto de vista é que seria surpreendente que Maimonides, famoso opositor aos caraítas, seguisse a autoridade de um caraíta, mesmo em seções abertas e fechadas.
Em suas críticas sobre os caraítas, Saadia Gaon mencionou um "ben Asher". Até recentemente, nunca ocorreu aos estudiosos associarem este "ben Asher" ao famoso Aaron ben Asher de Tiberíades. Pesquisas recentes indicam, no entanto, que é possível. Isso pode explicar por que ele preferiu o sistema "ben Naphtali".
Se Aaron ben Asher fosse realmente um caraíta, pode-se argumentar que ele era o caraíta mais influente de todos os tempos.
Predefinição:Aaron Dotan, "Was Aharon Ben Asher Indeed a Karaite?" (Hebrew), in S.Z. Leiman, The Canon and Masorah of the Hebrew Bible: An Introductory Reader (New York: Ktav, 1974).